# Trsat

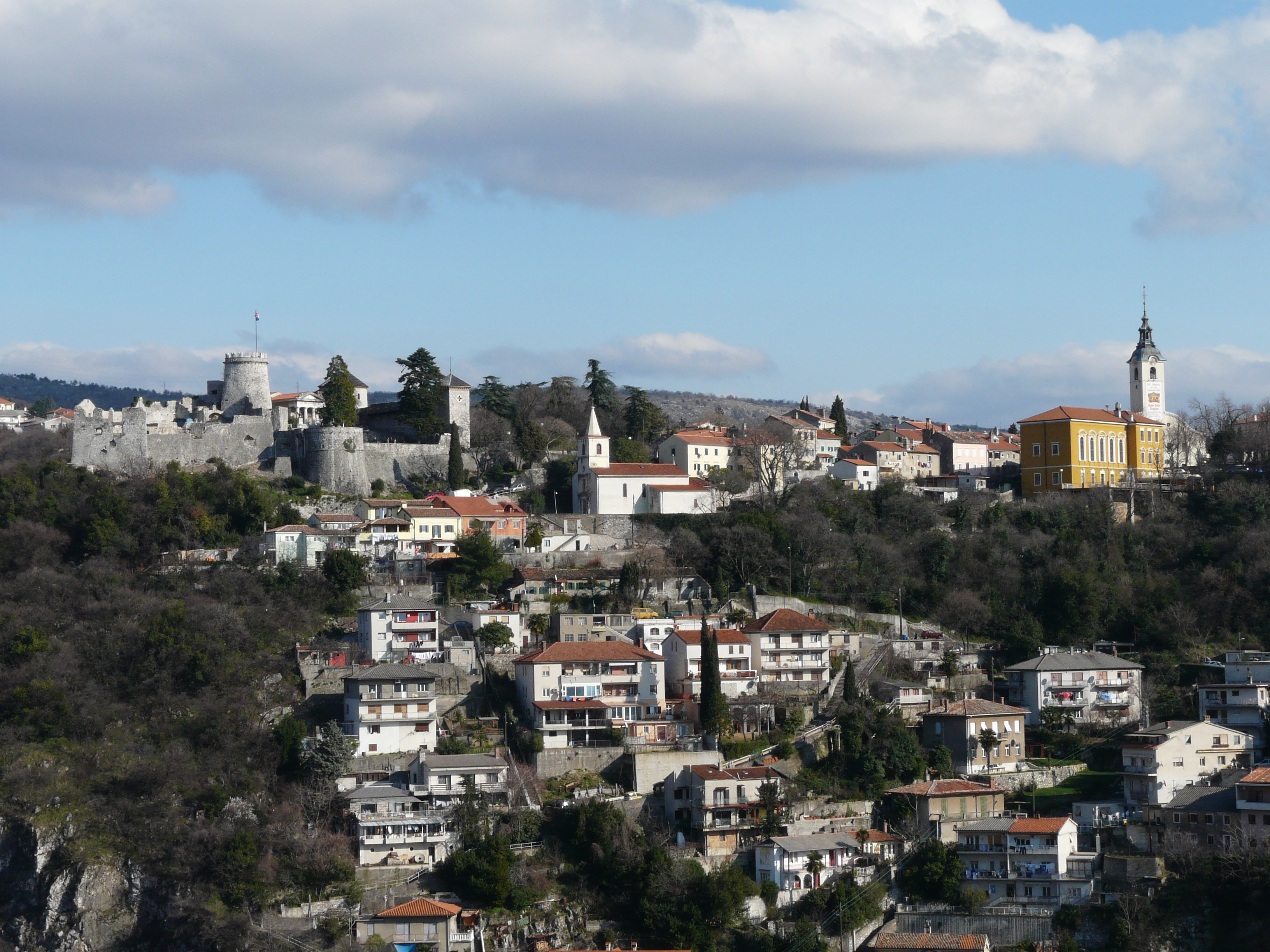
Vue de Trsat depuis WSW, depuis la région montagneuse de Rijeka.

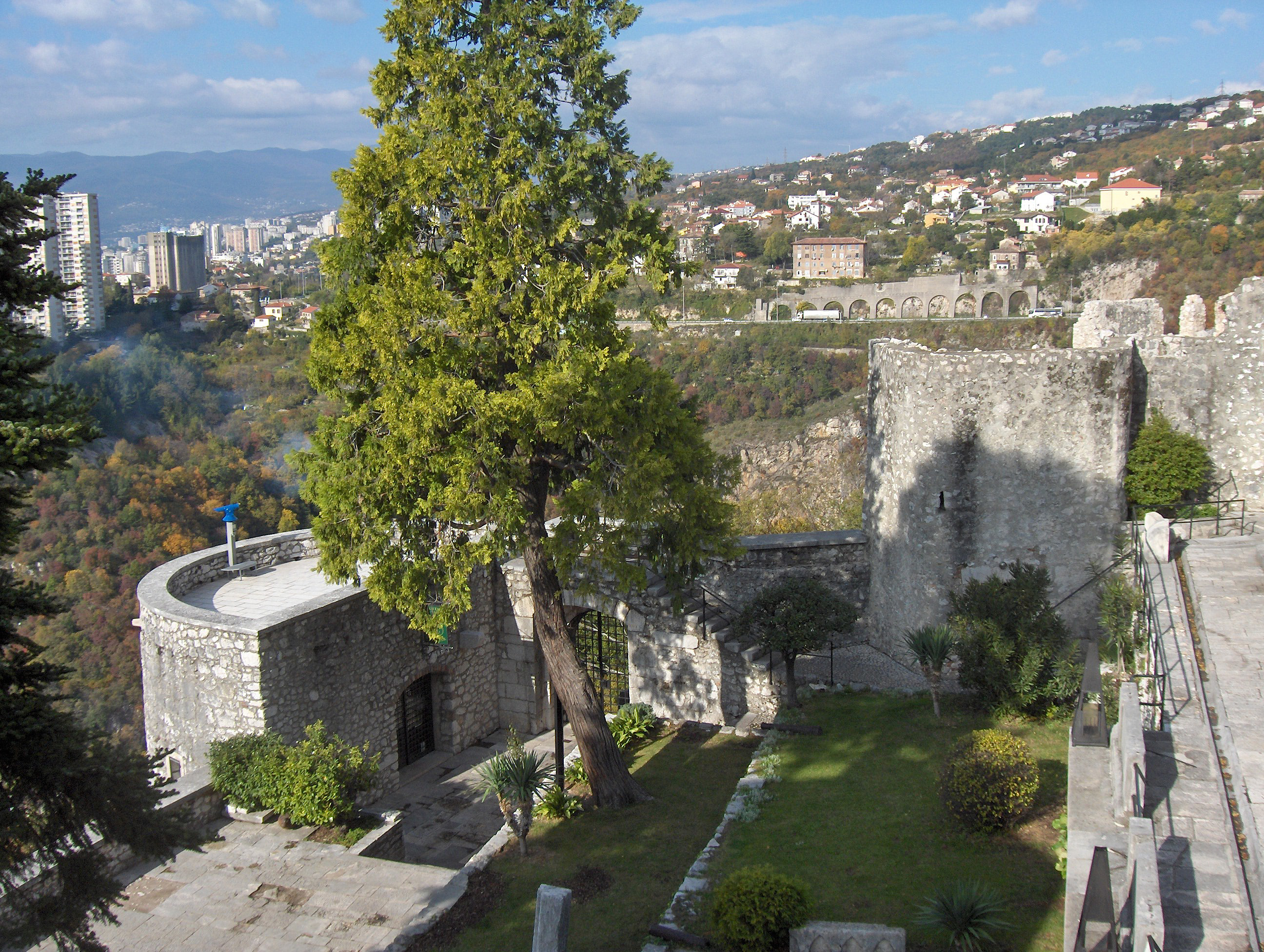
Vue de Rijeka depuis le château de Trsat.

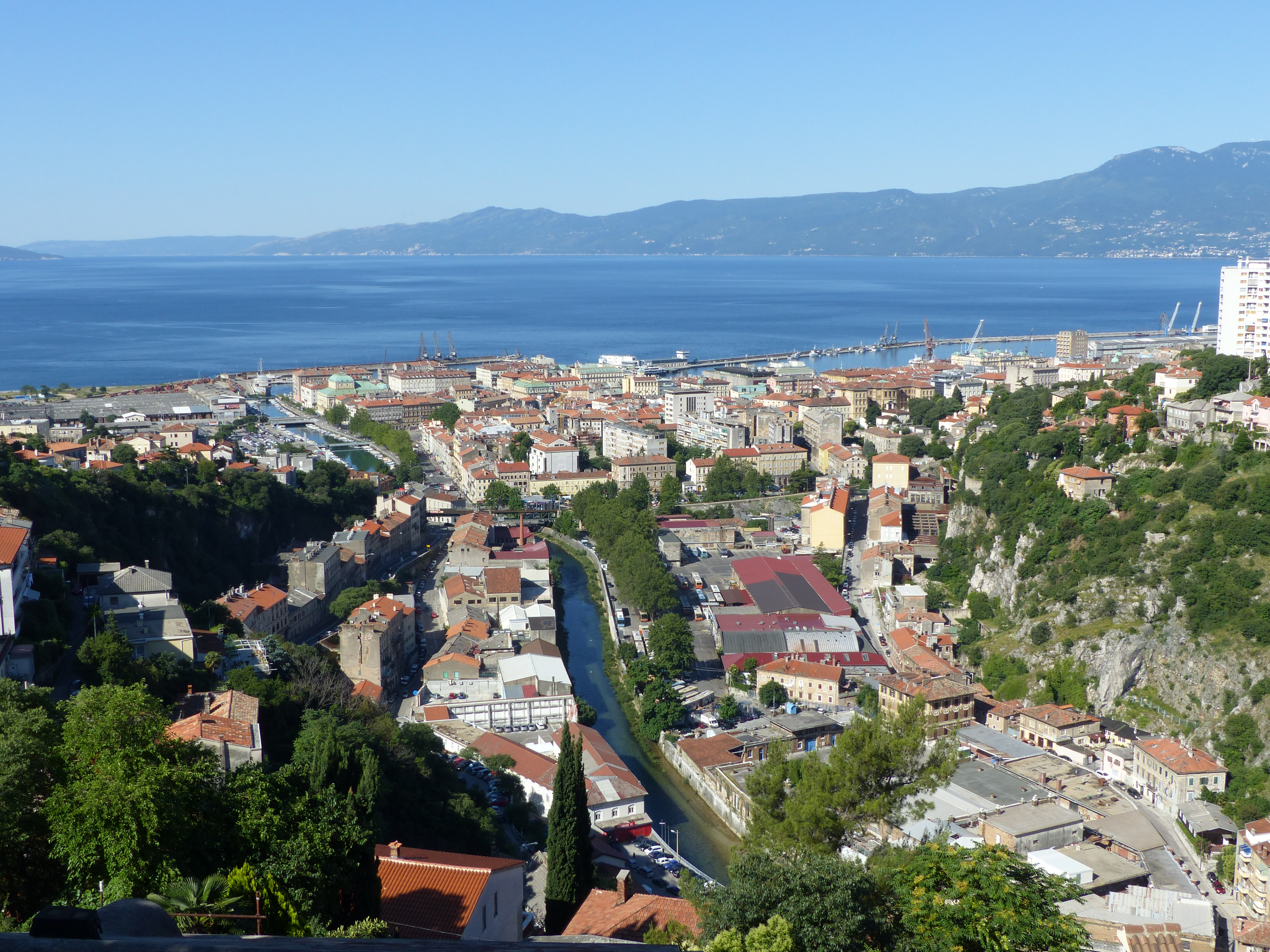
Rijeka vue du château de Trsat

Trsat (italien : Tersatto, latin : Tarsatica) est la partie fondée par les romains en -180 av.J-C. de l'actuelle ville de Rijeka, en Croatie. Elle comprend une forteresse historique dans un emplacement stratégique et plusieurs églises historiques, à l’intérieur de l'une desquelles le  prince croate Vuk Krsto Frankopan est enterré.
Trsat est située sur une colline escarpée de 138 m de haut, s'élevant au-dessus de la gorge de la rivière Rječina, distante d'environ un kilomètre du littoral adriatique ; c'est aujourd'hui un centre de pèlerinage chrétien qui abrite une statue du pape Jean-Paul II, ce dernier s’y étant rendu en tant que pèlerin en 2003. Au XXIe siècle, le campus nouvellement construit de l'Université de Rijeka se trouve dans la partie ouest de la ville.

## Histoire

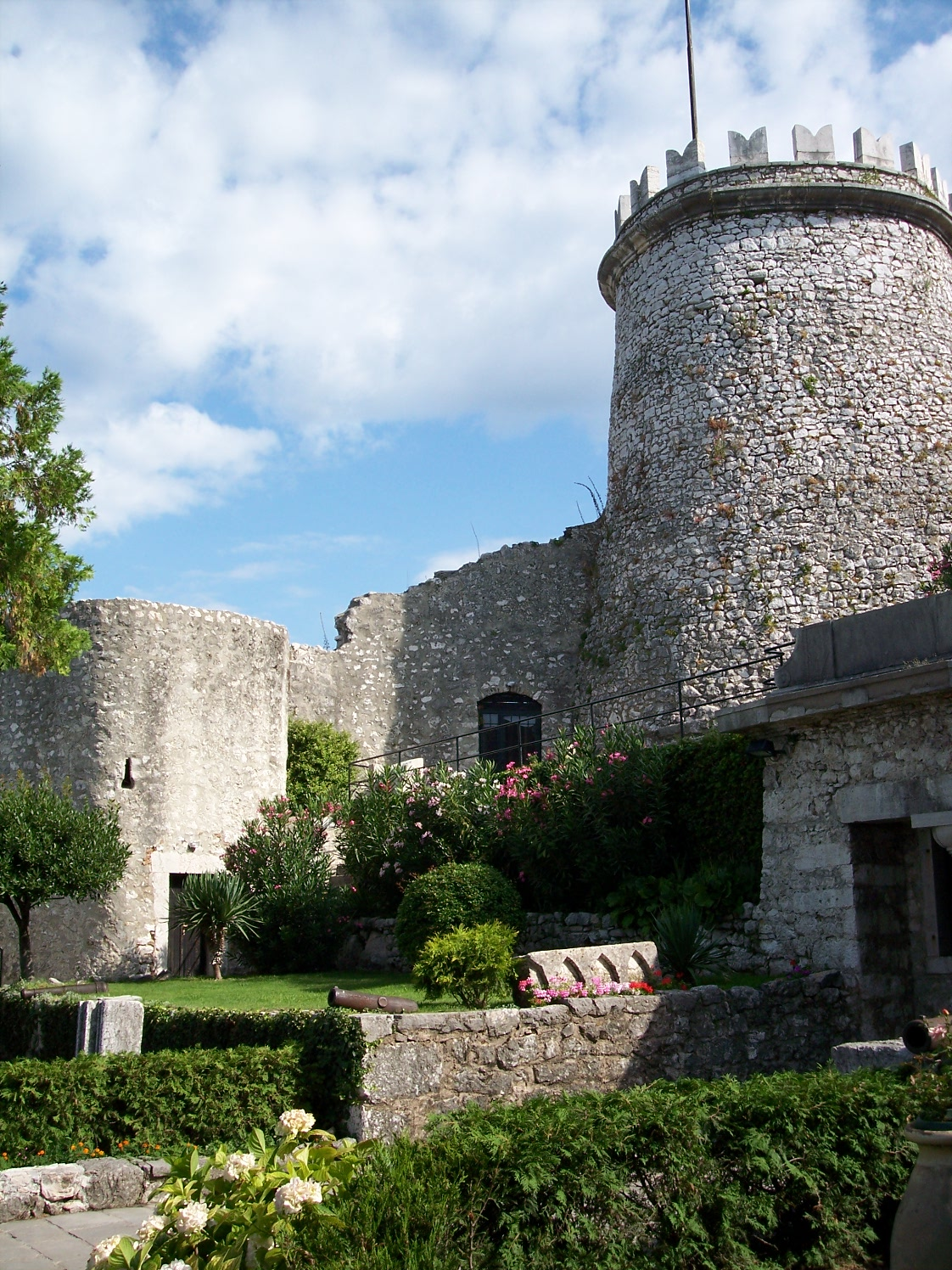
Fort de colline dans le district de Trsat.

Avant les Illyriens, il y avait une colonie fortifiée puis une forteresse illyrienne (Iapydic) Tarsatica . Après cela, il y avait un poste d'observation romain, et à partir du XIIIe siècle, c'était la propriété des comtes de Krk. Plus tard, il a appartenu aux Frankopan. Avec Vinodol, le roi croato-hongrois Andrija II a présenté Trsat à Vid II de Krk. Vers la fin du XVe siècle, les Habsbourg régnaient sur Trsat et, même s'il appartenait à la Croatie et aux Frankopans, ils étaient résolus à ne pas l’abandonner en raison de son excellente position pour la protection de Rijeka. Les habitants de Trsat et de Rijeka ont mené leurs batailles les plus féroces contre les Vénitiens en 1508, tandis qu'en 1527, les Turcs ont fait une courte incursion dans la ville.
Au XVIe siècle, Trsat était plus souvent aux mains des Habsbourg qu'aux mains de Frankopan et était principalement gouvernée par les capitaines de Rijeka ou Senj ou des baux. Après l'exécution de Fran Krsto Frankopan en 1671 à la suite de la conspiration Zrinski-Frankopan proposée par Petar Zrinski, les Habsbourg s'emparèrent complètement de Trsat. Elle fut rattachée pendant une courte période à l'état de Severin, et en 1778 Marie-Thérèse la plaça sous la commune de Bakar, où elle resta, avec une courte interruption pendant les guerres napoléoniennes, jusqu'en 1874 où la communauté de Trsat fut fondée.
Trsat était une ville croate extrêmement patriotique et, avec Sušak, a démontré à chaque occasion son attachement à sa mère patrie et son indépendance vis-à-vis de Rijeka, qui faisait partie de la Hongrie. Le centre de la vie politique et culturelle de Trsat était la salle de lecture croate, fondée en 1877, avec de nombreuses sociétés culturelles, éducatives et sportives. De nombreuses inscriptions commémoratives et monuments témoignent de la résistance des habitants de Trsat et de Sušak à l'occupation italienne et allemande, une morgue réalisée d'après les plans de l'architecte Zdenko Sila et Zdenko Kolacio étant remarquable.

## Sites importants

### Château de Trsat

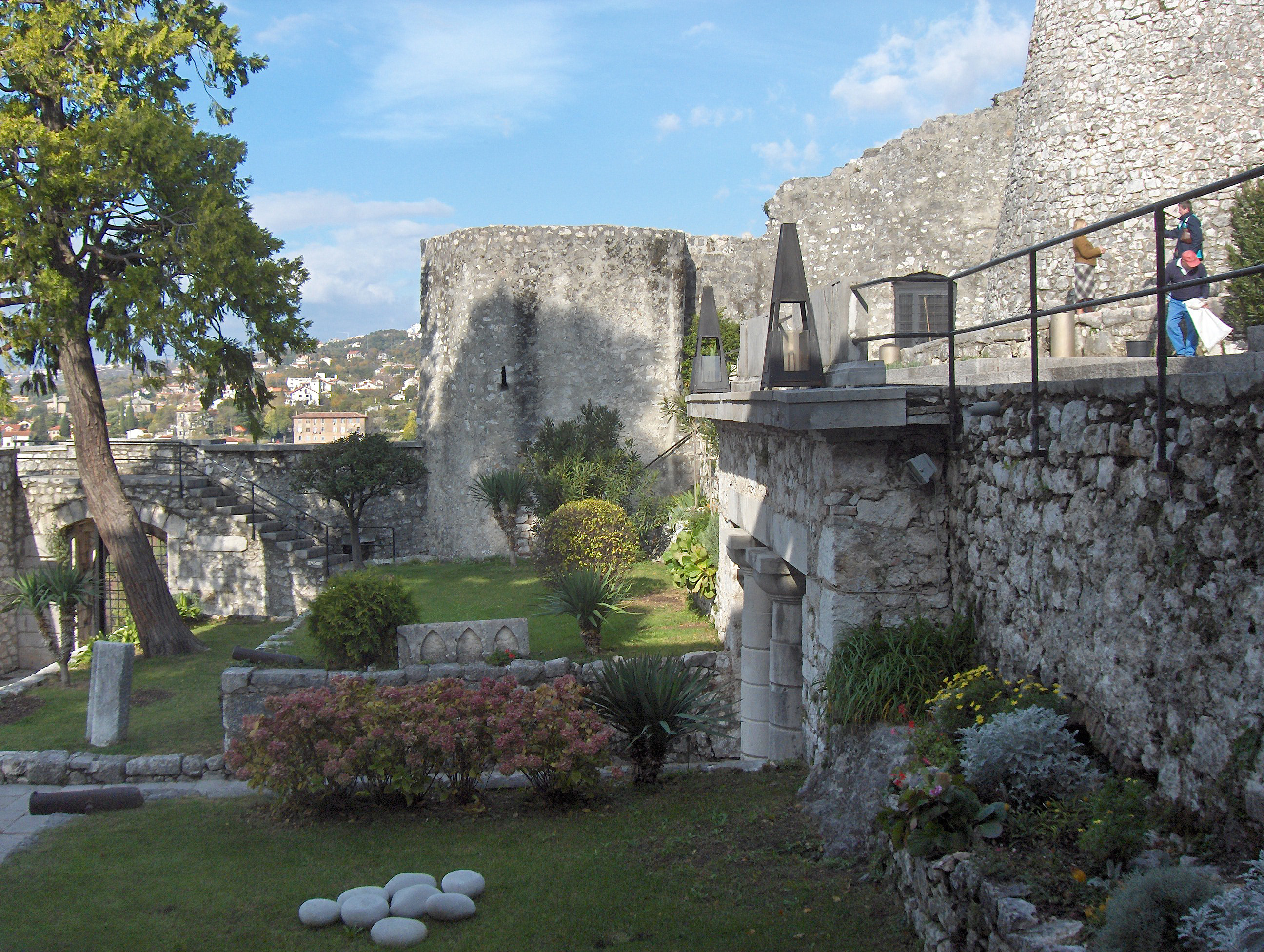
Château de Trsat - détail.

Il se dresse sur le site d'une ancienne forteresse romaine et a été construit dans la première moitié du XIIIe siècle par les princes Frankopan de Krk. Dès le début du XVe siècle, elle connaît une succession de seigneurs, mais appartient le plus souvent aux Habsbourg. En 1528, le Senj Capitan Gašpar Raab a acheté le château et l'a adapté et considérablement renforcé. Une fois le danger des Turcs passé à la fin du XVIIe siècle et les armes à feu entrées en usage, la forteresse de Trsat était moins importante et a été laissée tomber en ruines, un processus qui s'est achevé par un tremblement de terre en 1750. Le comte Laval Nugent, maréchal et commandant militaire de la zone côtière autrichienne, acheta les ruines de la ville, moyennant un paiement annuel d'un florint, et les fit restaurer dans un style romantique classique-Biedermeier. Il engagea le constructeur néoclassique vénitien Giacomo Paronuzzi (Aviano, 1801 - Trsat, 1839) et répara les tours, décora l'intérieur et se construisit même un mausolée dans le style d'un temple dorique avec quatre piliers de marbre soutenant la façade. Après sa mort, ses descendants appauvris désertèrent le château et celui-ci tomba à nouveau en ruine jusqu'en 1960. Depuis lors, il a été restauré et enrichi par la présence d'expositions d'art, de concerts d'été et de représentations théâtrales.

### Le Sanctuaire Notre-Dame de Trsat

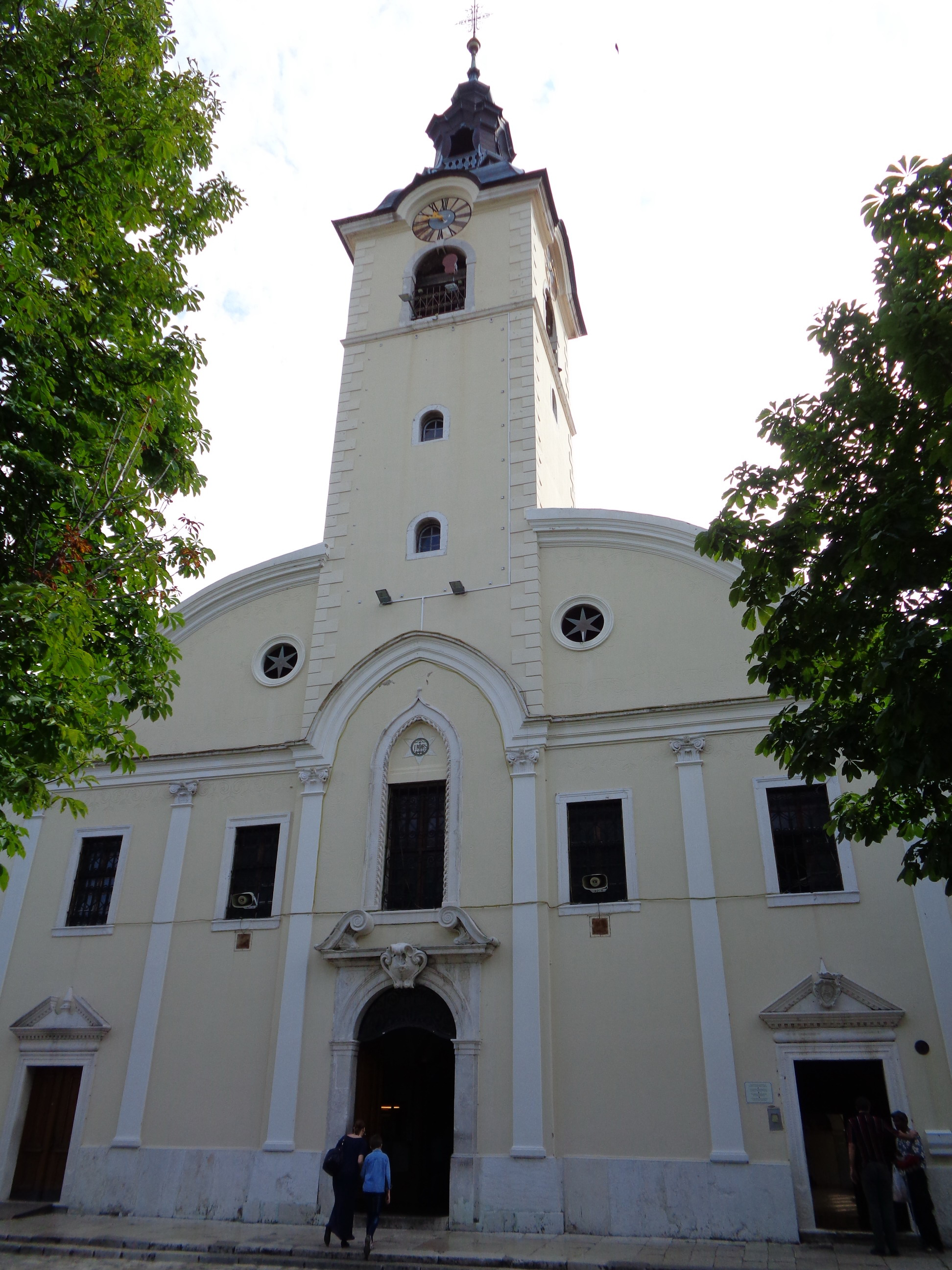
Façade de l'église de Trsat.

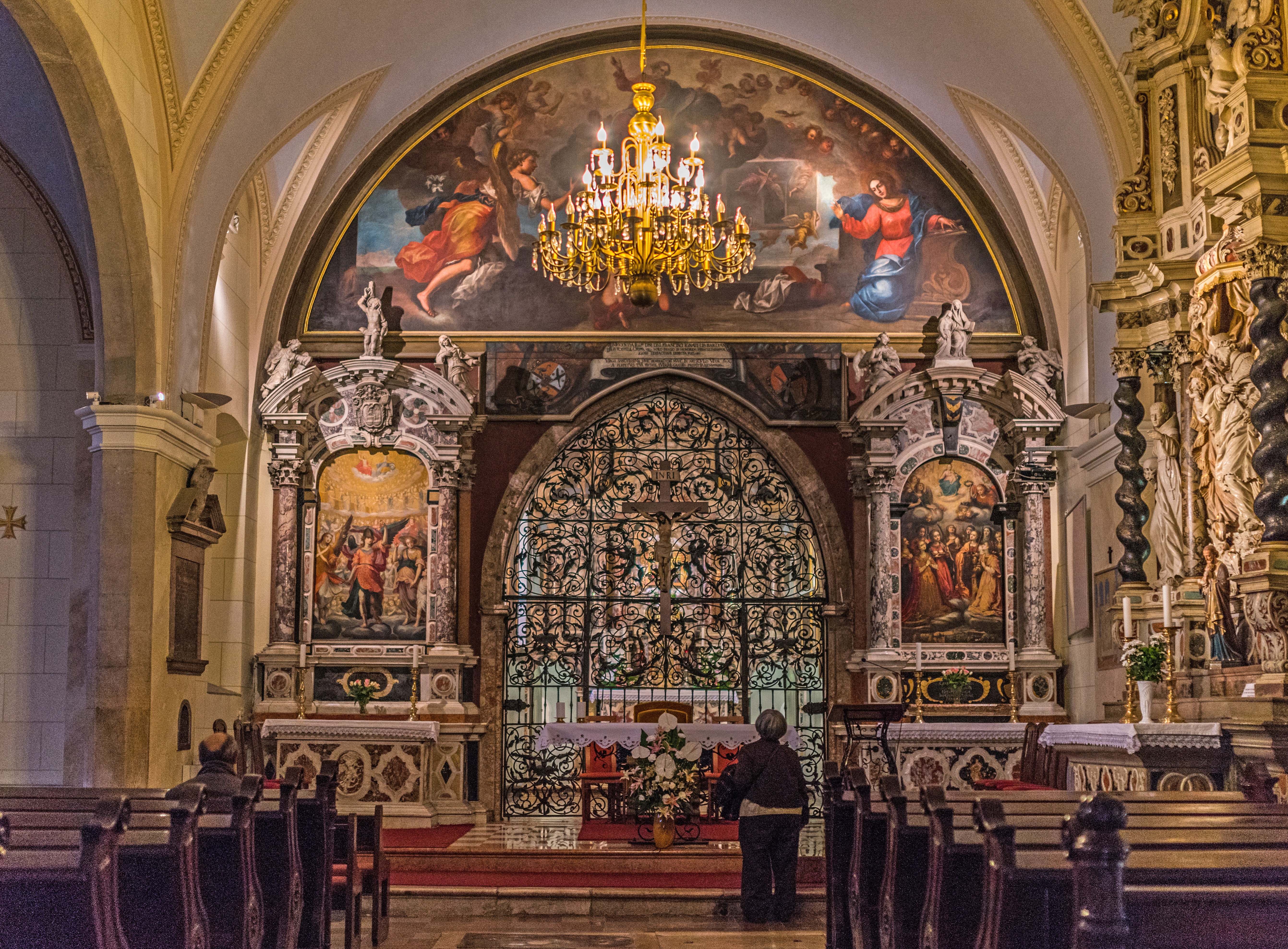
Intérieur de Notre-Dame de Trsat.

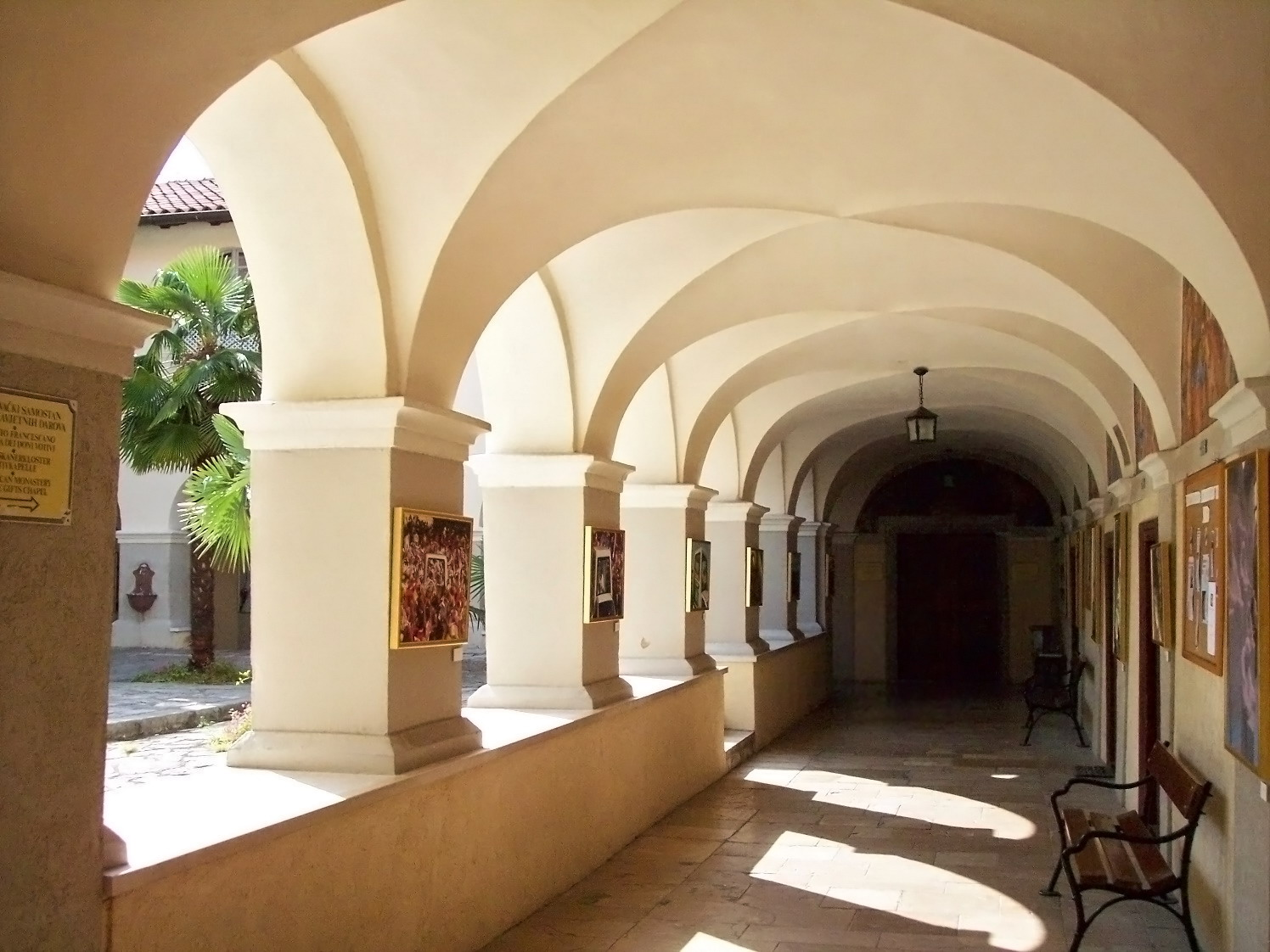
Cloître du monastère franciscain.

Le sanctuaire de Notre-Dame de Trsat (croate : Gospa Trsatska) est une église sur le terrain plat au sommet de la colline de Trsat et fait l'objet d'une légende datant du XIIIe siècle. En mai 1291, la maison de Marie à Nazareth serait apparue ici, déplacée par des anges depuis Nazareth, puis mystérieusement disparue plus tard, pour être finalement découverte dans les marches italiennes, à Lorette, où elle se dresse encore aujourd'hui comme sanctuaire de la Santa Casa. Selon une version, la Sainte Maison aurait été amenée de Terre Sainte par les croisés. Nikola Frankopan a envoyé une délégation à Nazareth pour mesurer les fondations car il n'avait vraisemblablement que les pierres en sa possession et non l'ensemble des murs. Il a reconstruit la Sainte Maison et la famille Frankopan a ensuite donné la Sainte Maison au Pape et, comme les terres papales les plus proches se trouvaient près d'Ancône, la Maison y a été expédiée et placée à Loreto.
La tradition attribue la construction de l'église à Nikola I Frankopan (1307-1343) en 1291 ; elle fut agrandie et complétée par ses descendants. En 1453, le prince Martin Frankopan a ajouté une nef pour abriter une peinture de Marie, qui aurait été donnée par le pape Urbain V en 1367, et qui aurait été peinte par Luc, et a construit un monastère à côté de l'église, occupée depuis 1468 par les Franciscains, les gardiens du culte, et qui attire de nombreux fidèles. En 1644, une nouvelle nef fut ajoutée à l'église, qui fut agrandie et refaite dans le style baroque grâce aux apports des congrégations et des princes Frankopans.
En 1691, le monastère a été reconstruit après un incendie et la reconstruction complète de l'intérieur de la cathédrale a commencé, qui a été achevée au milieu du XVIIIe siècle. En 1726, un nouveau sanctuaire au-dessus de la crypte a été construit, donnant à tout l'espace le luxe de la décoration du plafond.
Une nouvelle contribution artistique à l'église a été faite par Vladimir Kirin (1894-1963), avec cinq images sur les dalles de marbre verdâtre dont le sanctuaire est bordé, et une autre par Ivo Režek (1898-1979) qui a dépeint les 14 stations du croix en technique de fresque. L'un des gardiens du monastère de Trsat était l'éminent expert en glagolitique et écrivain de livres en croate, latin et italien, Franjo Glavinič (1585-1652).

### L'église Saint-Georges
Dans la rue Petar Zrinski se trouve l'église paroissiale de Trsat consacrée à Saint-Georges. La structure a été érigée au milieu du XIIIe siècle sur commande des princes Frangipanier (la branche de la famille qui s'était installée sur l'île de Krk. L'église est également mentionnée dans le Codex de Novi del Vinodol (Vinodolskom zakoniku) de 1288, l'un des premiers documents juridiques écrits en Europe. À l'intérieur de l'église se trouvent les autels de Saint Georges, Saint Sébastien et Notre-Dame du Mont-Carmel.

### L'escalier Trsat
Il commence sur les rives de la Rječina, à côté d'un bâtiment bancaire, et mène au plateau à 138 m d'altitude. Il y a 561 marches en tout, et elles ont été construites pour les pèlerins se rendant à l'église votive. Les travaux ont été lancés en 1531 par Petar Kružić, héros des batailles contre les Turcs, qui a construit la partie inférieure de l'escalier, agrandi plus tard à 538 marches. Le hall d'entrée baroque en forme d'arc de triomphe a été construit dans la première moitié du XVIIIe siècle, et les chapelles votives au niveau du sol près de l'église par les marches, entre le XVe et le XVIIIe siècle, une chapelle par siècle.

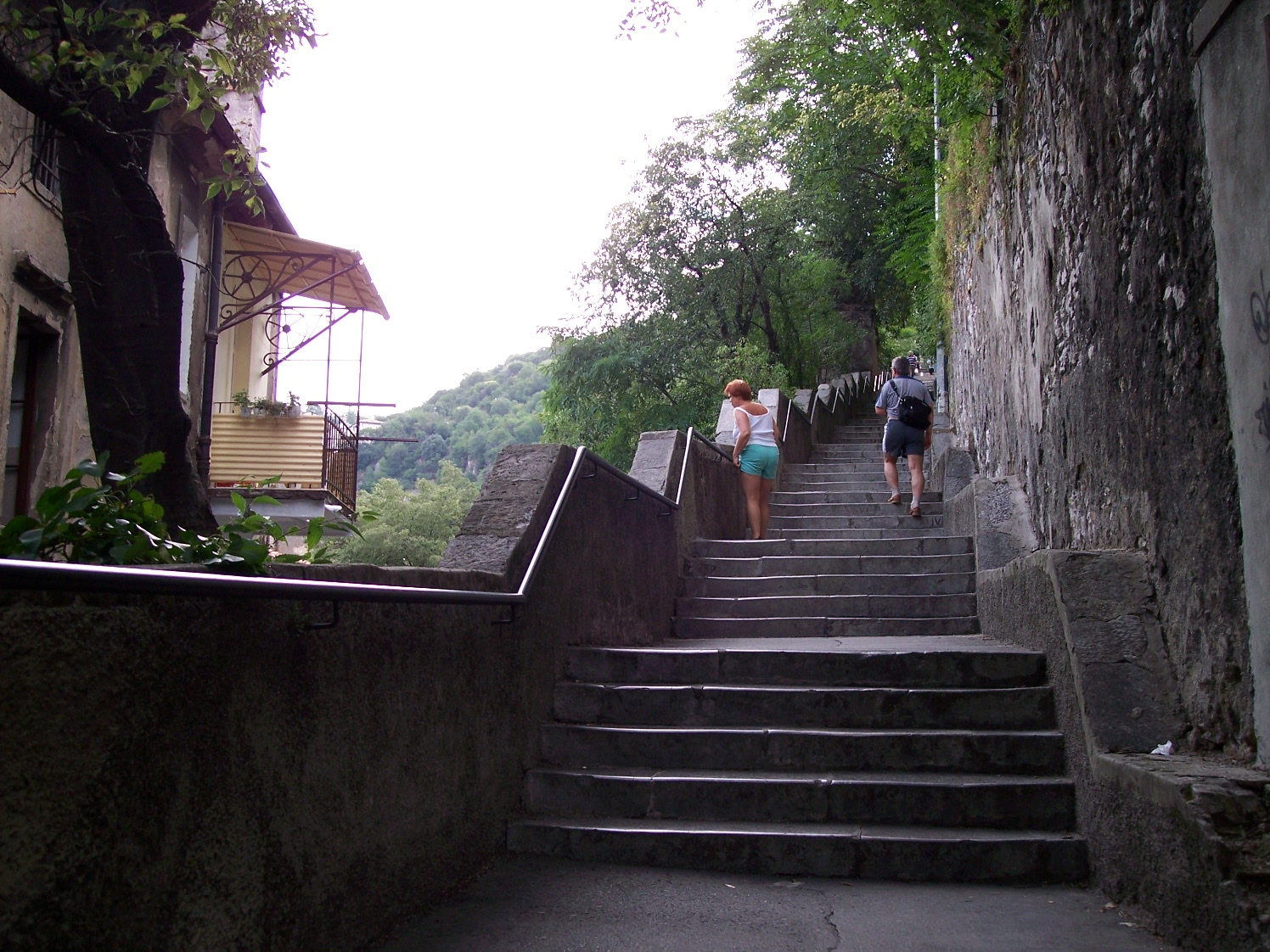
Petar Kružić Escalier de Rijeka à Trsat.

## Éducation

### Campus de l'université
En 2003, la construction du nouveau campus Trsat de l'Université de Rijeka a commencé sur le site d'une ancienne caserne militaire à l'extrémité ouest du quartier, en bordure du quartier voisin de Vežica, englobant des départements et des facultés qui étaient auparavant dispersés dans la ville de Rijeka. Ouvert en 2008, le campus comprend désormais les facultés d'arts appliqués, de philosophie, d'informatique, de mathématiques et de génie civil, ainsi que les départements de biotechnologie et de physique.

## Galerie

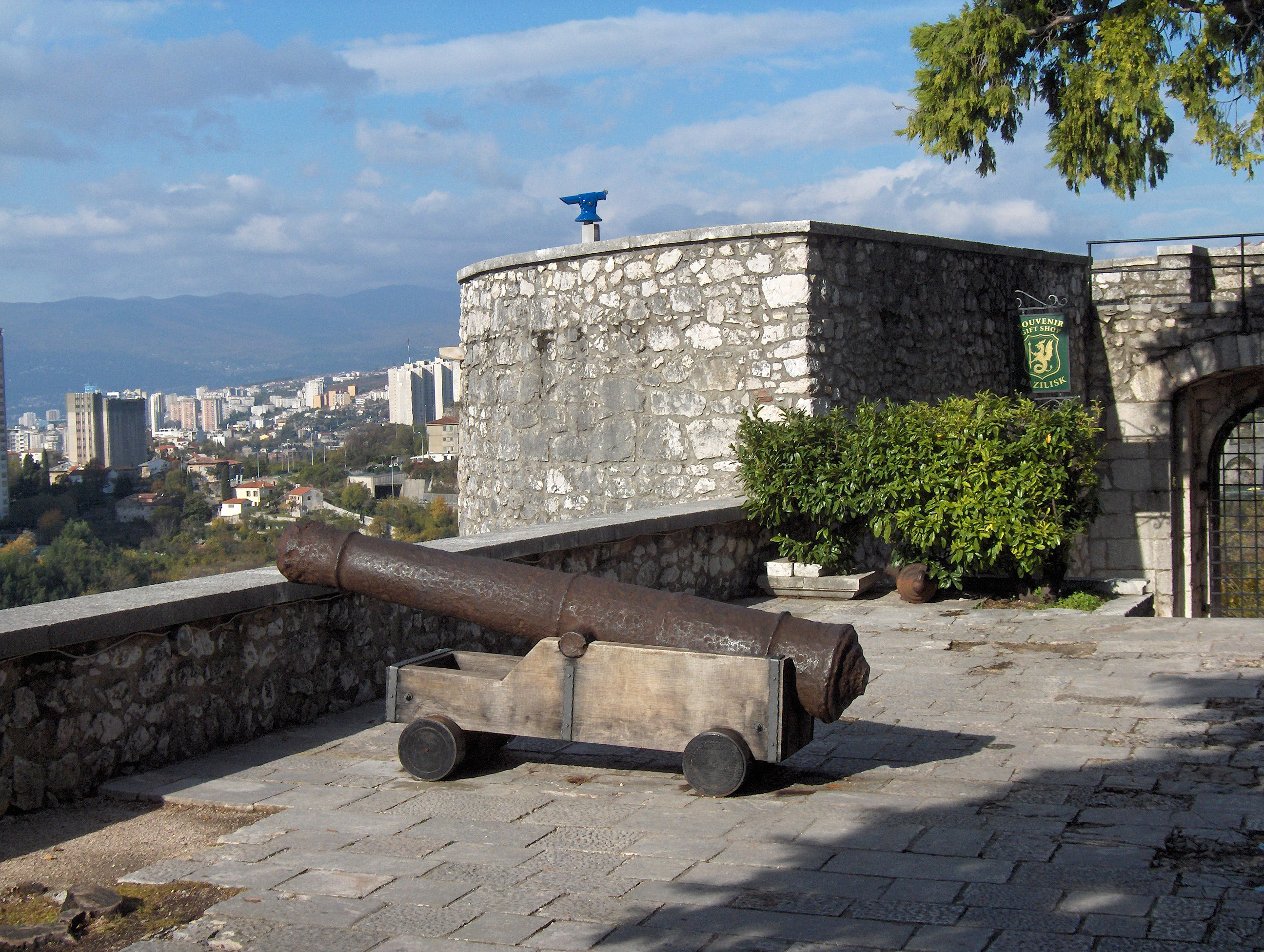
Vieux fusil à chargement par la bouche au château de Trsat
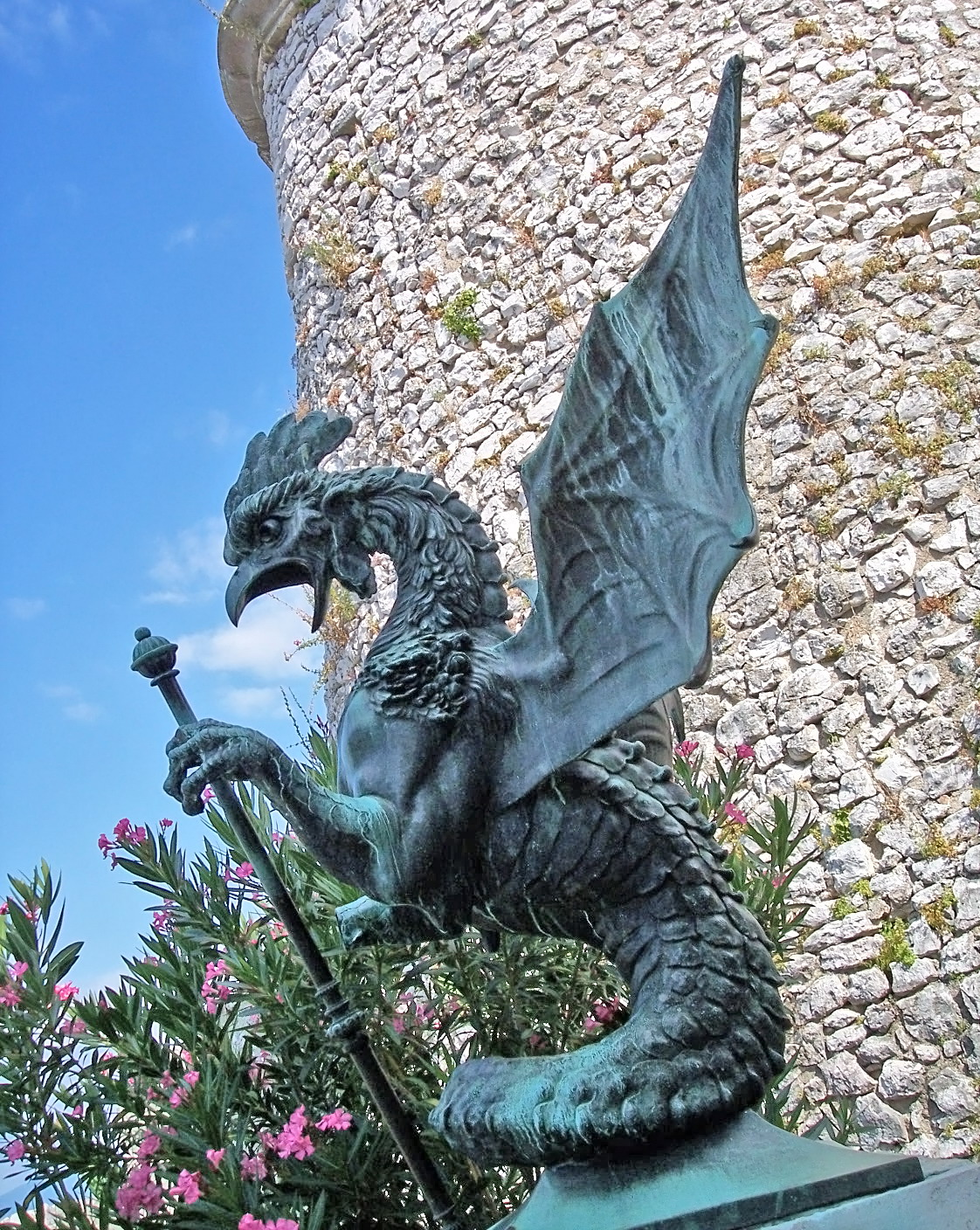
Statue de basilic dans la cour
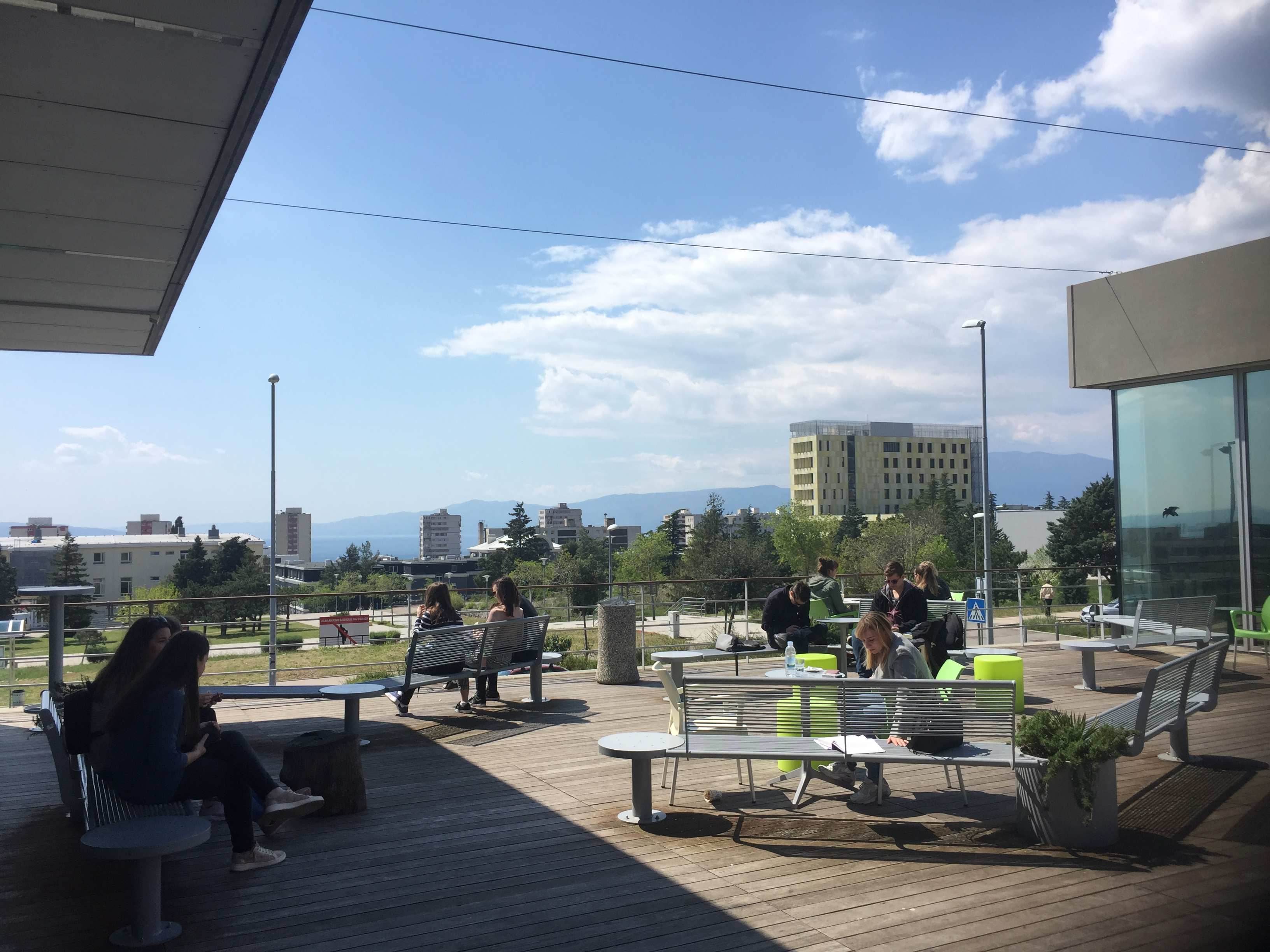
Étudiants socialisant au Centre étudiant sur le campus de l'Université
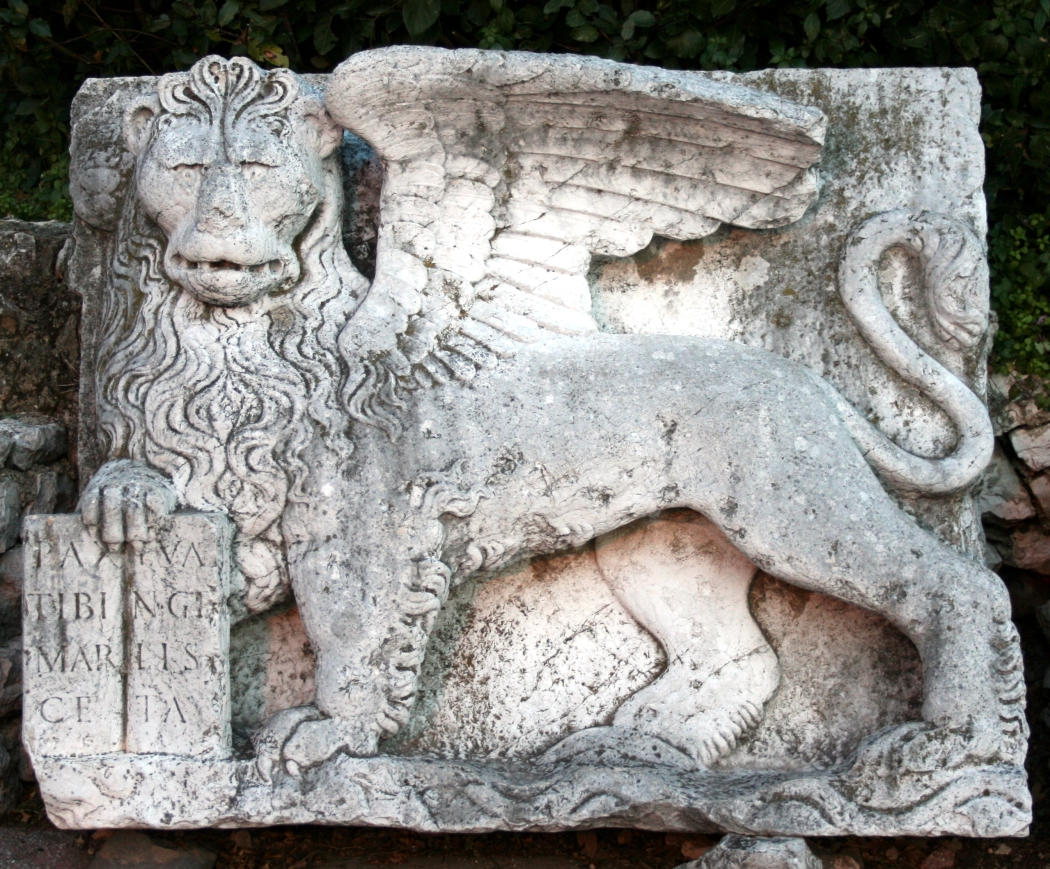
Lion vénitien près de l'entrée